# Yasuyuki Kishino
Yasuyuki Kishino (岸野 靖之, Kishino Yasuyuki) est un footballeur japonais né le 13 juin 1958.

## Palmarès de joueur
- Vainqueur de la Coupe d'Asie des clubs champions en 1987
- Champion du Japon en 1984 et 1987
- Vainqueur de la Coupe du Japon en 1987
- Vainqueur de la Coupe de la Ligue japonaise en 1985